# Liste der Kellergassen in Ringelsdorf-Niederabsdorf
Die Liste der Kellergassen in Ringelsdorf-Niederabsdorf führt die Kellergassen in der niederösterreichischen Gemeinde Ringelsdorf-Niederabsdorf an.
| Foto |                 | Kellergasse        | Standort                   | Beschreibung |
| ---- | --------------- | ------------------ | -------------------------- | --- |
| BW   | Datei hochladen | „Bei der Ziegelei“ | KG: Niederabsdorf Standort | Die Kellergasse ist eine einseitige Einzelkellergasse an einer Geländekante. Sie besteht aus 7 Gebäuden und hat eine Länge von 100 Metern.                     |
| BW   | Datei hochladen | beim Lagerhaus     | KG: Niederabsdorf Standort | Die einseitige Einzelkellergasse umfasst fünf Gebäude auf einer Länge von 50 Metern.                                                                           |
| ja   | Datei hochladen | Alte Meierhofgasse | KG: Niederabsdorf Standort | Die Kellergasse ist eine einseitige Einzelkellergasse an einer Geländekante. Sie umfasst knapp zehn Gebäude auf einer Länge von 100 Metern.                    |
| BW   | Datei hochladen | Alte Ried          | KG: Niederabsdorf Standort | Die Kellergasse ist eine einseitige Einzelkellergasse an einer Geländekante. Sie besteht aus 46 Gebäuden und hat eine Länge von 800 Metern.                    |
| BW   | Datei hochladen | Prater             | KG: Niederabsdorf Standort | Die Kellergasse ist eine einseitige Einzelkellergasse an einer Geländekante. Sie besteht aus 15 Gebäuden und hat eine Länge von 150 Metern.                    |
| ja   | Datei hochladen | „Beim Meierhof“    | KG: Ringelsdorf Standort   | Die Kellergasse ist ein einseitiges Kellergassensystem in Grabenlage und an einer Geländekante. Sie besteht aus 43 Gebäuden und hat eine Länge von 400 Metern. |

| Foto:                    | Fotografie der Kellergasse (Gesamtheit). Klicken des Fotos erzeugt eine vergrößerte Ansicht. Daneben finden sich zwei Symbole: \| Weitere Bilder vorhanden \| Das Symbol bedeutet, dass weitere Fotos des Objekts verfügbar sind. Durch Klicken des Symbols werden sie angezeigt. \| \| Eigenes Foto hochladen \| Durch Klicken des Symbols können weitere Fotos des Objekts in das Medienarchiv Wikimedia Commons hochgeladen werden. \| |
| Name:                    | Bezeichnung der Kellergasse |
| Standort:                | Es ist die Katastralgemeinde (KG) angegeben. Durch Aufruf des Links Standort wird die Lage der Kellergasse in verschiedenen Kartenprojekten angezeigt. |
| Beschreibung             | Kurze Beschreibung der Kellergasse |
| Weitere Bilder vorhanden | Das Symbol bedeutet, dass weitere Fotos des Objekts verfügbar sind. Durch Klicken des Symbols werden sie angezeigt. |
| Eigenes Foto hochladen   | Durch Klicken des Symbols können weitere Fotos des Objekts in das Medienarchiv Wikimedia Commons hochgeladen werden. |